# Тема (телепрограмма)
Тема — одна из первых российских телепрограмм в жанре ток-шоу. Производилась телекомпанией ВИD. В студии зрители и гости программы обсуждали актуальные проблемы современности, вели разговор о том, что интересно всем. С 31 января 1992 по 21 марта 1995 года передача выходила в эфир на 1-м канале Останкино, а с 4 апреля 1995 по 4 марта 2000 года на ОРТ.

## Эфирное время
1-й канал Останкино
С 31 января по 28 февраля 1992 года выходила по пятницам в рубрике «ВИD представляет», а с 10 марта по 19 мая 1992 года во вторник от 21:45 до 23 часов, а с 26 мая 1992 по 21 марта 1995 года в 20:00 (с ноября 1994 по март 1995 года программа выходила с периодичностью раз в две недели, чередуясь с программой Владимира Познера «Мы»).
ОРТ
С 4 апреля 1995 по 29 сентября 1998 года продолжала выходить по вторникам в 20:00 (с 4 октября 1995 также повторы по средам в 10:00). С 6 октября 1998 по 19 октября 1999 года по вторникам в 19:15. С 10 июля по 7 августа 1999 года программа выходила по субботам в 18:15 в рамках «экспериментов с сеткой вещания ОРТ в летний период». С 13 ноября 1999 по 4 марта 2000 года — уже на постоянной основе по субботам в 15:10 и 17:20.

## Ведущие
За историю программы сменилось четверо ведущих.
С 31 января 1992 по 10 мая 1994 года программу вёл Владислав Листьев. Также в качестве ведущих были журналистка Хироко Куния из Японии (Россия год спустя, 19.08.1992) и Александр Любимов (Внутриполитический конфликт в России, 05.10.1993), все они работали в паре с Листьевым.
В связи с его уходом в программу «Час пик» 17 мая 1994 года ведущей стала Лидия Иванова (вела программу до 21 марта 1995 года).
После ухода Ивановой в результате её конфликта с коллективом передачи тогдашний руководитель программы Андрей Чикирис предложил в качестве ведущего своего приятеля — молодого журналиста Дмитрия Менделеева. 4 апреля 1995 года в начале выпуска «Мыльные оперы» Иванова объявила об уходе с ток-шоу и что новым ведущим «Темы» станет Менделеев. Он вёл программу вплоть до сентября 1996 года. По утверждению Е. Додолева, Менделеев был уволен Андреем Разбашем с текстом: «Ты уже год ведёшь самое раскрученное шоу в стране, а тебя даже в останкинских коридорах не узнают». После увольнения журналист работал на НТВ редактором международной информации, а ещё позднее стал ведущим программы «Канон» на ТВ-6.
В результате был начат кастинг на роль ведущего, на которую пробовались Александра Буратаева и даже звукорежиссёр телекомпании ВИD Татьяна Дюжикова, но в результате был утверждён известный кинорежиссёр и шоумен Юлий Гусман. Однако в апреле 1999 года появилась информация, что Гусман может уйти с поста ведущего ток-шоу, и его заменит генеральный продюсер телекомпании «ВИД» Андрей Разбаш, поскольку Юлий Соломонович запускал своё собственное ток-шоу «Вечер с Юлием Гусманом», и по его же словам, «совмещать работу над двумя проектами будет физически невозможно, поэтому он с удовольствием введет в „Тему“ нового ведущего». Но никакой замены ведущего не произошло, и Гусман вёл «Тему» до самого её закрытия в марте 2000 года.
Причиной закрытия программы являлся её устаревший и необновляемый формат. Юлий Гусман так рассказывал об этом:

…руководители канала ОРТ и телекомпания «ВИД», производящая программу, пришли к единому мнению: «Тема», которая была прародительницей всех ток-шоу в стране, устарела. Я так не считаю! И вовсе не потому, что сам ею занимаюсь, ведущего, в конце концов, можно и поменять… Просто «Тема», на мой взгляд, придумана и выстроена очень здорово! Убеждён, ее ресурс не исчерпан. <…> Было принято общее решение: мы снимем еще несколько программ и где-нибудь в середине марта торжественно «Тему» закроем. Подведём итоги, вспомним тех, кто ее делал, вспомним Влада Листьева, попрощаемся со зрителями. И пообещаем, что к апрелю, может быть, выйдет новая программа.

## Список выпусков
| Тема выпуска                                                                                               | Дата эфира                                                        |
| --- | ----------------------------------------------------------------- |
| Развод семей. Почему при разводе дети чаще остаются жить с матерями?                                       | 31 января 1992                                                    |
| Манекенщики                                                                                                | 19 марта 1992                                                     |
| Расизм в России                                                                                            | 24 марта 1992                                                     |
| Богач — бедняк (Богатые и бедные)                                                                          | 31 марта 1992                                                     |
| Внешность                                                                                                  | 14 апреля 1992, повтор — 3 августа 1993                           |
| Почему женщины не хотят иметь детей?                                                                       | 21 апреля 1992                                                    |
| Наши комплексы                                                                                             | 28 апреля 1992                                                    |
| По обе стороны закона                                                                                      | 6 мая 1992                                                        |
| Жестокость в семье                                                                                         | 13 мая 1992                                                       |
| Бриллиантовые свадьбы                                                                                      | 19 мая 1992                                                       |
| Дети знаменитостей                                                                                         | 26 мая 1992                                                       |
| Легализация ношения и хранения оружия                                                                      | 2 июня 1992                                                       |
| Биополе | 9 июня 1992                                                       |
| Склонение к сожительству на работе                                                                         | 17 июня 1992                                                      |
| Смертная казнь                                                                                             | 23 июня 1992                                                      |
| О детях, которые родились в России в пробирках (Проблема искусственного оплодотворения / Пробирочные дети) | 30 июня 1992                                                      |
| Бальзаковский возраст                                                                                      | 7 июля 1992                                                       |
| Ложь | 14 июля 1992                                                      |
| Остапы 92, или как нас обманывают (Мошенничество)                                                          | 21 июля 1992, повтор — 25 августа 1992 (Ранее планировался в мае) |
| Астрономы против астрологов                                                                                | 27 июля 1992                                                      |
| Женихи и невесты по переписке                                                                              | 6 августа 1992                                                    |
| Легализация проституции                                                                                    | 11 августа 1992                                                   |
| Россия год спустя                                                                                          | 19 августа 1992                                                   |
| Жестокость в спорте                                                                                        | 1 сентября 1992                                                   |
| Натуризм                                                                                                   | 8 сентября 1992, 28 августа 1996                                  |
| Юмор, как средство выжить сегодня                                                                          | 15 сентября 1992                                                  |
| Новые русские                                                                                              | 22 сентября 1992                                                  |
| Маньяки | 30 сентября 1992                                                  |
| О философском аспекте смерти                                                                               | 6 октября 1992                                                    |
| Дети и бизнес                                                                                              | 13 октября 1992                                                   |
| Человек и собака (Собаки в нашей жизни)                                                                    | 20 октября 1992                                                   |
| Налоги, которые нас выбирают                                                                               | 27 октября 1992                                                   |
| Женщины и армия                                                                                            | 3 ноября 1992                                                     |
| Безработица                                                                                                | 10 ноября 1992, 30 июля 1996                                      |
| Свободная любовь                                                                                           | 17 ноября 1992                                                    |
| Медицина                                                                                                   | 24 ноября 1992                                                    |
| СПИД | 1 декабря 1992                                                    |
| Альтернативная служба                                                                                      | 8 декабря 1992                                                    |
| Частная собственность                                                                                      | 15 декабря 1992                                                   |
| Закон о въезде и выезде                                                                                    | 22 декабря 1992                                                   |
| Холостяки                                                                                                  | 29 декабря 1992                                                   |
| Жестокие женщины                                                                                           | 5 января 1993                                                     |
| Гарри Каспаров                                                                                             | 12 января 1993                                                    |
| Наёмники                                                                                                   | 19 января 1993                                                    |
| Банки | 26 января 1993, 11 января 1994                                    |
| Промышленный шпионаж                                                                                       | 2 февраля 1993                                                    |
| Пьянство                                                                                                   | 9 февраля 1993                                                    |
| Дворянство                                                                                                 | 16 февраля 1993                                                   |
| Умеем ли мы делать детей?                                                                                  | 23 февраля 1993                                                   |
| Юбилейный выпуск                                                                                           | 2 марта 1993                                                      |
| Алла Пугачёва                                                                                              | 9 марта 1993                                                      |
| Тема. Год в эфире (52-й выпуск)                                                                            | 16 марта 1993                                                     |
| Российские дороги и автомобили                                                                             | 23 марта 1993                                                     |
| Эмансипация в России                                                                                       | 30 марта 1993                                                     |
| Снежный человек                                                                                            | 6 апреля 1993                                                     |
| Государственная тайна                                                                                      | 13 апреля 1993                                                    |
| Референдум о доверии Президенту Ельцину (Да-Да-Нет-Да)                                                     | 20 апреля 1993                                                    |
| Иностранцы в России                                                                                        | 27 апреля 1993                                                    |
| Таланты и поклонники                                                                                       | 4 мая 1993                                                        |
| Старики | 11 мая 1993                                                       |
| Нонна Мордюкова                                                                                            | 18 мая 1993                                                       |
| Инцест | 25 мая 1993                                                       |
| Метаморфозы морали                                                                                         | 1 июня 1993                                                       |
| Дети и секс                                                                                                | 8 июня 1993                                                       |
| Приватизация                                                                                               | 15 июня 1993                                                      |
| Граница | 22 июня 1993                                                      |
| Профессиональный бокс                                                                                      | 29 июня 1993                                                      |
| Генофонд                                                                                                   | 6 июля 1993                                                       |
| Изнасилование                                                                                              | 13 июля 1993                                                      |
| Маленькие люди                                                                                             | 20 июля 1993                                                      |
| Наёмные убийцы                                                                                             | 27 июля 1993, повтор — 3 марта 1995                               |
| Брачный контракт                                                                                           | 10 августа 1993                                                   |
| Онкология                                                                                                  | 17 августа 1993                                                   |
| Малый бизнес                                                                                               | 24 августа 1993                                                   |
| Как люди становятся звёздами?                                                                              | 31 августа 1993                                                   |
| Эмигранты                                                                                                  | 7 сентября 1993                                                   |
| Призывники и уклонение от воинской обязанности                                                             | 14 сентября 1993                                                  |
| Секс-бизнес в России                                                                                       | 21 сентября 1993                                                  |
| Коррупция                                                                                                  | 28 сентября 1993                                                  |
| Внутриполитический конфликт в России                                                                       | 5 октября 1993                                                    |
| Совместимость характеров                                                                                   | 12 октября 1993                                                   |
| Жизнь после смерти                                                                                         | 19 октября 1993                                                   |
| Права детей                                                                                                | 26 октября 1993                                                   |
| Ценные бумаги                                                                                              | 2 ноября 1993                                                     |
| Сексуальные расстройства и способы их преодоления                                                          | 9 ноября 1993                                                     |
| Роль женщины в политике                                                                                    | 16 ноября 1993                                                    |
| Сколько стоят мозги в России                                                                               | 23 ноября 1993                                                    |
| Вопросы собственности и приватизации                                                                       | 30 ноября 1993                                                    |
| Правосудие                                                                                                 | 7 декабря 1993                                                    |
| Трансплантация человеческих органов                                                                        | 14 декабря 1993                                                   |
| Детская преступность                                                                                       | 21 декабря 1993                                                   |
| Новый год с Владимиром Винокуром и Львом Лещенко                                                           | 28 декабря 1993                                                   |
| Михаил Жванецкий                                                                                           | 4 января 1994, 1 апреля 1997                                      |
| Юные гении                                                                                                 | 18 января 1994                                                    |
| Андрей Макаревич                                                                                           | 25 января 1994                                                    |
| Сон | 1 февраля 1994                                                    |
| Золото и его добыча в России                                                                               | 8 февраля 1994                                                    |
| Частные детективы                                                                                          | 15 февраля 1994                                                   |
| Хлеб | 22 февраля 1994                                                   |
| Стрессы | 1 марта 1994                                                      |
| Русский балет                                                                                              | 9 марта 1994                                                      |
| Образование                                                                                                | 15 марта 1994                                                     |
| Квартирный вопрос                                                                                          | 22 марта 1994                                                     |
| Пенсия | 29 марта 1994                                                     |
| Контрразведка                                                                                              | 5 апреля 1994                                                     |
| Космонавтика                                                                                               | 12 апреля 1994                                                    |
| Как выбрать пару                                                                                           | 19 апреля 1994                                                    |
| Состояние сборной России перед началом чемпионата мира по футболу в США                                    | 26 апреля 1994                                                    |
| Великий и могучий русский язык. Как мы говорим                                                             | 3 мая 1994                                                        |
| Новое поколение призывников (последний выпуск с Владиславом Листьевым)                                     | 10 мая 1994                                                       |
| Болезнь не клеймо (первый выпуск с Лидией Ивановой)                                                        | 17 мая 1994                                                       |
| Старые девы                                                                                                | 24 мая 1994                                                       |
| Неравный брак                                                                                              | 31 мая 1994                                                       |
| Шаг из тюрьмы                                                                                              | 7 июня 1994                                                       |
| Хамство | 14 июня 1994                                                      |
| Как песня становится шлягером                                                                              | 21 июня 1994                                                      |
| Каскадёры                                                                                                  | 28 июня 1994, 25 августа 1998                                     |
| Фальшивомонетчики                                                                                          | 5 июля 1994                                                       |
| Браки несовершеннолетних                                                                                   | 12 июля 1994                                                      |
| Реституция                                                                                                 | 19 июля 1994                                                      |
| Подвиг разведчика                                                                                          | 2 августа 1994                                                    |
| Толстый и тонкий                                                                                           | 16 августа 1994                                                   |
| Соседи, которые мешают нам жить                                                                            | 30 августа 1994                                                   |
| Усыновление детей                                                                                          | 6 сентября 1994                                                   |
| Мужчины и женщины — что мы думаем друг о друге?                                                            | 20 сентября 1994                                                  |
| Баня | 27 сентября 1994                                                  |
| Детское кино                                                                                               | 4 октября 1994                                                    |
| Россия — политизированная страна?                                                                          | 11 октября 1994                                                   |
| Проблемы инвестиционного рынка в России                                                                    | 18 октября 1994                                                   |
| Реклама | 25 октября 1994, 12 февраля 1997                                  |
| Одинокая мать                                                                                              | 1 ноября 1994                                                     |
| Как живёшь, студент?                                                                                       | 15 ноября 1994                                                    |
| Жестокое обращение к животным                                                                              | 6 декабря 1994                                                    |
| Спасатели                                                                                                  | 20 декабря 1994, 10 июня 1997                                     |
| Вот моя деревня!                                                                                           | 10 января 1995                                                    |
| Проблемы и перспективы книгоиздания в России                                                               | 24 января 1995                                                    |
| Мода | 7 февраля 1995                                                    |
| Александр Филиппенко                                                                                       | 21 февраля 1995                                                   |
| Еда | 7 марта 1995                                                      |
| Жизнь после спорта (последний выпуск с Лидией Ивановой)                                                    | 21 марта 1995                                                     |
| Мыльные оперы (первый выпуск с Дмитрием Менделеевым)                                                       | 4 апреля 1995                                                     |
| Пропавшие без вести                                                                                        | 11 апреля 1995                                                    |
| Курение | 18 апреля 1995                                                    |
| Культурное наследие                                                                                        | 25 апреля 1995                                                    |
| Молодость, выпавшая на годы Великой Отечественной войны                                                    | 16 мая 1995                                                       |
| Самоубийцы                                                                                                 | 23 мая 1995                                                       |
| Вегетарианство                                                                                             | 30 мая 1995                                                       |
| Россия глазами американцев, Америка глазами русских                                                        | 6 июня 1995                                                       |
| Налоги | 13 июня 1995, 13 мая 1997, 30 марта 1999                          |
| Туризм | 20 июня 1995, 26 мая 1998                                         |
| Забастовки                                                                                                 | 27 июня 1995                                                      |
| Распад СССР                                                                                                | 4 июля 1995                                                       |
| Современная женщина                                                                                        | 11 июля 1995, 7 октября 1997                                      |
| Рискованные путешествия                                                                                    | 18 июля 1995, 28 июля 1998                                        |
| Неформалы. 10 лет спустя                                                                                   | 25 июля 1995                                                      |
| Полиция нравов                                                                                             | 1 августа 1995                                                    |
| Экология                                                                                                   | 8 августа 1995                                                    |
| Инвалиды                                                                                                   | 15 августа 1995                                                   |
| Двойники                                                                                                   | 22 августа 1995                                                   |
| Защита прав потребителей                                                                                   | 29 августа 1995, 1 июля 1997                                      |
| Легко ли быть звездой?                                                                                     | 5 сентября 1995                                                   |
| Самолечение                                                                                                | 12 сентября 1995                                                  |
| Эпатаж | 19 сентября 1995                                                  |
| Экстремальные ситуации и способы их преодоления                                                            | 26 сентября 1995                                                  |
| Восстановление монархии и института дворянства                                                             | 3 октября 1995                                                    |
| Хоккей | 10 октября 1995                                                   |
| Женщины за решёткой                                                                                        | 17 октября 1995                                                   |
| Секты | 24 октября 1995                                                   |
| Кто нас защитит?                                                                                           | 31 октября 1995                                                   |
| Цыгане | 8 ноября 1995                                                     |
| Аборты | 14 ноября 1995                                                    |
| Бодибилдеры                                                                                                | 21 ноября 1995                                                    |
| Тёщи и их взаимоотношения с членами семьи                                                                  | 28 ноября 1995                                                    |
| Выборы в Государственную Думу                                                                              | 13 декабря 1995                                                   |
| Охрана | 19 декабря 1995                                                   |
| Фильму «Ирония судьбы или с лёгким паром» — 20 лет!                                                        | 26 декабря 1995                                                   |
| Капустник                                                                                                  | 3 января 1996                                                     |
| Цирк | 8 января 1996                                                     |
| Чеченское противостояние                                                                                   | 23 января 1996                                                    |
| Орловские рысаки                                                                                           | 30 января 1996 (Ранее планировался 15 января)                     |
| Кражи | 6 февраля 1996 (Ранее планировался 23 января)                     |
| Профессия актрисы                                                                                          | 13 февраля 1996                                                   |
| Народ и армия едины                                                                                        | 20 февраля 1996                                                   |
| Детский труд                                                                                               | 27 февраля 1996                                                   |
| Усыновление чернокожих детей                                                                               | 5 марта 1996                                                      |
| Русские красавицы                                                                                          | 12 марта 1996                                                     |
| Чиновники                                                                                                  | 19 марта 1996                                                     |
| Отношение к бездомным животным                                                                             | 26 марта 1996                                                     |
| Угоны автомобилей                                                                                          | 2 апреля 1996                                                     |
| Судебная система в России                                                                                  | 17 апреля 1996                                                    |
| Чернобыльская АЭС. 10 лет со дня взрыва                                                                    | 23 апреля 1996                                                    |
| Близнецы                                                                                                   | 7 мая 1996                                                        |
| Покупайте русское                                                                                          | 14 мая 1996                                                       |
| Прогнозирование будущего                                                                                   | 21 мая 1996                                                       |
| Путешествия                                                                                                | 28 мая 1996                                                       |
| Интернациональный брак, или как выйти замуж за иностранца                                                  | 4 июня 1996                                                       |
| Уход из армии                                                                                              | 11 июня 1996                                                      |
| Люди-легенды                                                                                               | 25 июня 1996                                                      |
| Президентские выборы 1996 года (2-й тур)                                                                   | 1 июля 1996                                                       |
| Проблемы роста наркомании в России и борьбы с наркобизнесом                                                | 9 июля 1996                                                       |
| Летние Олимпийские игры в Атланте                                                                          | 16 июля 1996                                                      |
| 300-летие российского флота                                                                                | 23 июля 1996                                                      |
| Взятка | 6 августа 1996                                                    |
| Комсомол                                                                                                   | 13 августа 1996                                                   |
| Насилие в семье                                                                                            | 20 августа 1996                                                   |
| Как стать счастливым?                                                                                      | 3 сентября 1996                                                   |
| Транссексуалы                                                                                              | 10 сентября 1996                                                  |
| АкадемГородок (последний выпуск с Дмитрием Менделеевым)                                                    | 17 сентября 1996                                                  |
| 5 лет программе «Тема» (220-й выпуск и первый выпуск с Юлием Гусманом)                                     | 22 октября 1996                                                   |
| Терроризм                                                                                                  | 29 октября 1996                                                   |
| Пожарные                                                                                                   | 5 ноября 1996                                                     |
| Челноки | 12 ноября 1996                                                    |
| Российские маги — кто они?                                                                                 | 19 ноября 1996                                                    |
| Парикмахеры                                                                                                | 26 ноября 1996                                                    |
| Секс у нас есть                                                                                            | 4 декабря 1996                                                    |
| Спектакль «Трёхгрошовая опера»                                                                             | 10 декабря 1996                                                   |
| Герои нашего времени                                                                                       | 17 декабря 1996                                                   |
| Новый год                                                                                                  | 25 декабря 1996                                                   |
| Старый Новый год                                                                                           | 13 января 1997                                                    |
| Бульварная журналистика (Пресса)                                                                           | 21-22 января 1997                                                 |
| Как быть модным в России?                                                                                  | 28 января 1997                                                    |
| Снимается кино                                                                                             | 4 февраля 1997                                                    |
| Уличные музыканты                                                                                          | 18 февраля 1997                                                   |
| Легко ли быть толстым?                                                                                     | 25 февраля 1997                                                   |
| Запахи | 5 марта 1997                                                      |
| Зона | 18 марта 1997                                                     |
| Братья наши меньшие                                                                                        | 25 марта 1997                                                     |
| Космос | 8 апреля 1997                                                     |
| Этикет по-русски                                                                                           | 15 апреля 1997                                                    |
| Руссо туристо                                                                                              | 21 апреля 1997                                                    |
| Праздник первого мая                                                                                       | 1 мая 1997                                                        |
| Сексуальное воспитание                                                                                     | 20 мая 1997                                                       |
| Проблемы Севера                                                                                            | 3 июня 1997                                                       |
| Скорая помощь                                                                                              | 17 июня 1997                                                      |
| Михаил Задорнов                                                                                            | 8 июля 1997                                                       |
| 20-й Московский международный кинофестиваль                                                                | 15 июля 1997                                                      |
| Пиратство                                                                                                  | 22 июля 1997                                                      |
| Эмиграция. Наши в Израиле                                                                                  | 5 августа 1997 (Ранее планировался 24 июня)                       |
| Школа будущего                                                                                             | 26 августа 1997                                                   |
| Москва молодая (выпуск к 850-летию Москвы)                                                                 | 2 сентября 1997                                                   |
| Коллекционеры                                                                                              | 9 сентября 1997                                                   |
| Юбилей театра «Ленком»                                                                                     | 16 сентября 1997                                                  |
| 40 дней без Юрия Никулина                                                                                  | 29 сентября 1997, повтор — 17 августа 1999                        |
| Выпуск с фестиваля «Киношок» (Анапа)                                                                       | 4 ноября 1997                                                     |
| Эльдар Рязанов                                                                                             | 11 ноября 1997                                                    |
| Частная жизнь или век Папарацци                                                                            | 18 ноября 1997                                                    |
| Военная реформа                                                                                            | 25 ноября 1997, 1 декабря 1998                                    |
| Футбол | 2 декабря 1997                                                    |
| Обсуждение символов Российской Федерации (выпуск ко Дню Конституции)                                       | 9 декабря 1997                                                    |
| Охрана окружающей среды и экология                                                                         | 16 декабря 1997, повтор — 11 августа 1998                         |
| Деньги и деноминация                                                                                       | 23 декабря 1997                                                   |
| Геннадий Хазанов: часть первая                                                                             | 30 декабря 1997; повтор — 4 января 1999                           |
| Русские ремесла                                                                                            | 6 января 1998                                                     |
| Геннадий Хазанов: часть вторая                                                                             | 13 января 1998; повтор — 10 января 1999                           |
| 60 лет Владимиру Высоцкому                                                                                 | 20 января 1998                                                    |
| Змея и чаша                                                                                                | 27 января 1998                                                    |
| Олимпиада в Нагано                                                                                         | 3 февраля 1998                                                    |
| Детский дом                                                                                                | 10 февраля 1998                                                   |
| Межнациональные отношения                                                                                  | 17 февраля 1998                                                   |
| Легко ли быть молодым?                                                                                     | 24 февраля 1998                                                   |
| Людмила Гурченко: её любимые мужчины                                                                       | 3 марта 1998                                                      |
| Разведчики или шпионы                                                                                      | 10 марта 1998                                                     |
| Сериалы. Обсуждение сериала ОРТ «Зал ожидания»                                                             | 24 марта 1998                                                     |
| Юмор | 31 марта 1998                                                     |
| Подводники                                                                                                 | 7 апреля 1998                                                     |
| Крылья России                                                                                              | 21 апреля 1998                                                    |
| Песни войны                                                                                                | 5 мая 1998, повтор — 22 июня 1999                                 |
| Земля — крестьянам!                                                                                        | 12 мая 1998                                                       |
| Одарённые дети                                                                                             | 19 мая 1998, повтор — 14 июля 1998                                |
| Как заставить деньги работать?                                                                             | 2 июня 1998, повтор — 19 января 1999                              |
| Генетика                                                                                                   | 9 июня 1998                                                       |
| Сокровища России                                                                                           | 16 июня 1998                                                      |
| Встреча с Мстиславом Ростроповичем                                                                         | 30 июня 1998                                                      |
| Сердце | 4 августа 1998                                                    |
| Литература умирает последней                                                                               | 18 августа 1998                                                   |
| День учителя                                                                                               | 1 сентября 1998, повтор — 31 августа 1999                         |
| Наша безопасность                                                                                          | 8 сентября 1998, повтор — 10 ноября 1998                          |
| Финансовый кризис в России                                                                                 | 22 сентября 1998                                                  |
| Лекарственный кризис, или сколько стоит заболеть                                                           | 29 сентября 1998                                                  |
| Всероссийская акция протеста против политики президента России Бориса Ельцина                              | 6 октября 1998                                                    |
| Детская колония                                                                                            | 13 октября 1998                                                   |
| Банковский кризис в России                                                                                 | 20 октября 1998                                                   |
| Андрей Вознесенский. Поэт и власть                                                                         | 3 ноября 1998                                                     |
| ЧП государственного масштаба. Проблемы жизнеобеспечения регионов Севера                                    | 8 декабря 1998                                                    |
| Политический экстремизм                                                                                    | 22 декабря 1998                                                   |
| Новый год в детском доме                                                                                   | 29 декабря 1998, 25 декабря 1999                                  |
| Рождество                                                                                                  | 5 января 1999                                                     |
| Азартные люди                                                                                              | 12 января 1999                                                    |
| Праздник студенчества России — Татьянин день                                                               | 26 января 1999                                                    |
| Институт им. Склифосовского                                                                                | 2 февраля 1999                                                    |
| Вечный зов. 20 лет спустя                                                                                  | 9 февраля 1999                                                    |
| Достойная старость                                                                                         | 16 февраля 1999                                                   |
| День защитника Отечества                                                                                   | 23 февраля 1999                                                   |
| Наркомания                                                                                                 | 2 марта 1999                                                      |
| Праздник 8 марта                                                                                           | 9 марта 1999                                                      |
| Работа информационного агентства «ИТАР—ТАСС»                                                               | 16 марта 1999                                                     |
| Нравственность и телевидение                                                                               | 23 марта 1999                                                     |
| Политический кризис власти                                                                                 | 6 апреля 1999                                                     |
| Импичмент                                                                                                  | 13 апреля 1999                                                    |
| Проблемы уголовно-исполнительной системы                                                                   | 20 апреля 1999                                                    |
| Звоните 01                                                                                                 | 27 апреля 1999                                                    |
| Пути сообщения                                                                                             | 11 мая 1999                                                       |
| Над пропастью во лжи                                                                                       | 18 мая 1999                                                       |
| Человек читающий                                                                                           | 25 мая 1999                                                       |
| Детская ярмарка                                                                                            | 1 июня 1999                                                       |
| Подвиг рождается на полигоне                                                                               | 8 июня 1999                                                       |
| Экологическая безопасность                                                                                 | 15 июня 1999                                                      |
| Беседа с Валентиной Матвиенко                                                                              | 29 июня 1999                                                      |
| Андрей Кончаловский. Человек на все времена                                                                | 10 июля 1999                                                      |
| Проблемы северного Кавказа                                                                                 | 17 июля 1999                                                      |
| Под гордым Андреевским флагом                                                                              | 24 июля 1999                                                      |
| Фестиваль авторской песни им. Грушина                                                                      | 10 августа 1999                                                   |
| Азбука выборов                                                                                             | 24 августа 1999                                                   |
| Судьба России на пороге XXI века                                                                           | 7 сентября 1999                                                   |
| Терроризм — чума XX века. Специальный выпуск.                                                              | 14 сентября 1999                                                  |
| 25 лет Академии управления МВД РФ                                                                          | 28 сентября 1999                                                  |
| Проблема малых народов Севера                                                                              | 5 октября 1999                                                    |
| Наступление нового тысячелетия                                                                             | 19 октября 1999 (Ранее планировался 21 сентября или 21 декабря)   |
| Будущее станции «Мир»                                                                                      | 13 ноября 1999                                                    |
| Предвыборные технологии                                                                                    | 20 ноября 1999                                                    |
| Проблема положения женщины в современном российском обществе                                               | 27 ноября 1999                                                    |
| Чужие в городе                                                                                             | 4 декабря 1999                                                    |
| Почему мы такие бедные, если мы такие умные?                                                               | 11 декабря 1999                                                   |
| Новое поколение выбирает...                                                                                | 7 января 2000                                                     |
| Русское Рождество                                                                                          | 12 февраля 2000                                                   |
| Беседа с Петром Тодоровским и Сергеем Никитиным                                                            | 19 февраля 2000                                                   |
| Неправомерность действий владельцев предприятий, получивших собственность в период приватизации            | 26 февраля 2000                                                   |
| Заключительный выпуск                                                                                      | 4 марта 2000                                                      |

### Незапланированные выпуски
8 декабря 1992 года — Беловежский путч. Прошёл год
20 августа 1996 года — Августовский путч. 5 лет спустя
27 августа 1996 года — 100 лет русскому кино
3 сентября 1996 года — Проблемы операций в больницах и их хирургах (В том числе и операции на сердце Ельцина)
Конец 1990-х — Чем мальчики лучше девочек? (О проблемах насилия и жестокости родителей над мальчиками)

## Некоторые факты
В 1992 году была съёмка программы, посвящённая теме мошенничества. Был приглашён подследственный из «Матросской тишины» по делу о мошенничестве, его оппонентом был следователь, который расследовал подобные дела. «Программа вышла интересная», записали материала на два часа. Анонс того выпуска был даже показан по 1-му каналу «Останкино». Однако, незадолго до монтажа, рулон с этой передачей был украден из видеотеки (Вместо него вышел в эфир другой следующий выпуск о проблемах отцов и детей). Влад Листьев говорил по поводу этого инцидента: «Когда-то и рулоны „Взгляда“ пропадали. Но чтобы всю передачу — такое впервые на памяти».
В некоторых выпусках программы (реже — на фоне конечных титров ранних их выпусков) использовались фрагменты музыкальных клипов и концертов.

## Повторы
В начале марта 1995 года в связи с убийством Владислава Листьева состоялся первый повтор выпуска программы «Тема: Наёмные убийцы или убийства по заказам» 1993 года на «Пятом канале». 3 апреля 1999 года на Первом канале показывали повторение новогоднего выпуска программы Влада Листьева «Тема: Холостяки» от 29 декабря 1992 года.
С 2005 по 2007 год выпуски программы «Тема» за 1992—1994 выходили в эфир на канале «Ретро». В том же году, передачу стал транслировать канал «Ностальгия», с 2006 по 2010 год транслировал канал «Время». С 28 ноября 2012 по настоящее время выпуски 1995 года транслирует телеканал «Ретро». Премьеры старых выпусков на канале «Ретро» выходят периодически.
С 9 марта по 3 апреля 2015 года к 20-летию Первого канала на телеканале «Время» состоялся показ 21 лучшего выпуска программы за 1992—1996 годы.